# Pierre Chouard
Pierre Chouard (29 de octubre de 1903 - 11 de noviembre de 1983 ) fue un botánico, fisiólogo vegetal francés . Fue investigador del CNRS y director del Fitotron. Fue profesor de Fisiología Vegetal en la Sorbona,
y en la "Escuela Nacional de Horticultura, editor en jefe de Revue Horticole, y miembro de la Academia de la Agricultura.

## Algunas publicaciones
- 1933. Nouvelles observations sur les éléments floristiques du Massif de Néouvieille et de la Vallée d'Aure, 4 pp.

### Libros
- 1934.  La multiplication végétative et le bourgeonnement chez les plantes vasculaires, Hermann & Cie. 48 pp.

- 1938. La première excursion botanique interuniversitaire, organisée en Bretagne par l'Université de Rennes

- 1941. Les Idées modernes sur le mécanisme de la photosynthèse, con Jean Dufrenoy, Henri Jean Maresquelle & André Eichhorn, en Actualités scientifiques et industrielles, Phytobiologia1, Hermann, 62 pp.

- 1943. Alimentation et hygiène en période de restrictions pour les collectivités de jeunesse: lycées, collèges, internats, les Belles éditions, 24 pp.

- 1944.  La conservation familiale des fruits, des légumes et des autres denrées alimentaires. Maison rustique. 136 pp.

- 1947. Additions à la connaissance floristique des Pyrénées

- 1949. Pourquoi fleurissent les plantes, Palais de la Découverte, 1949, 62 p.

- 1951. Éléments de génétique et d'amélioration des plantes, en Cours du Conservatoire national des Arts et métiers, Centre de documentation universitaire

- 1953. La réserve naturelle de Néouvieille dans les Pyrénées centrales, en Travaux du Laboratoire forestier de Toulouse 4, Faculté des sci. 6 pp.

- 1954.  Dormances et inhibitions des graines et des bourgeons preparation au forc ʹage : thermoperiodisme. v + 157 pp.

- 1954. Cultures sans sol, Maison Rustique, 200 pp.

- 1954. Caractères généraux des Pyrénées centrales entre Gaves et Nestes (Relief, sol, climats, végétation, activités humaines), 46 pp.

- 1954. Peut-on rechercher la mise en valeur agricole du Sahara, 8 pp.

- 1958. Les gibberellines: nouveaux facteurs de croissance des plantes à fleurs, Persan Beaumont, 10 pp.

- 1969. Phytotronique: science, technique, et recherches sur les rapports entre l'environnement et la biologie des végétaux, con N. de Bilderling, Éditions du CNRS, 111 pp.

- 1972. Phytotronique et prospective horticole: phytotronique II, simposio en ocasión del 18º congreso internacional de horticultura Tel-Aviv organizó P. Chouard y N. de Bilderling, marzo 1970, Gauthier-Villars
- La abreviatura «Chouard» se emplea para indicar a Pierre Chouard como autoridad en la descripción y clasificación científica de los vegetales.[1]